# 別里米夫齊
49°43′5″N 25°12′15″E / 49.71806°N 25.20417°E
別里米夫齊（烏克蘭語：Беримівці），是烏克蘭的村落，位於該國西部捷爾諾波爾州，由捷尔诺波尔区負責管轄，處於斯特里帕河畔，始建於1785年，面積0.94平方公里，海拔高度364米，2001年人口377。